# Euphyciodes
Euphyciodes là một chi bướm đêm thuộc họ Crambidae.